# Congestionamento

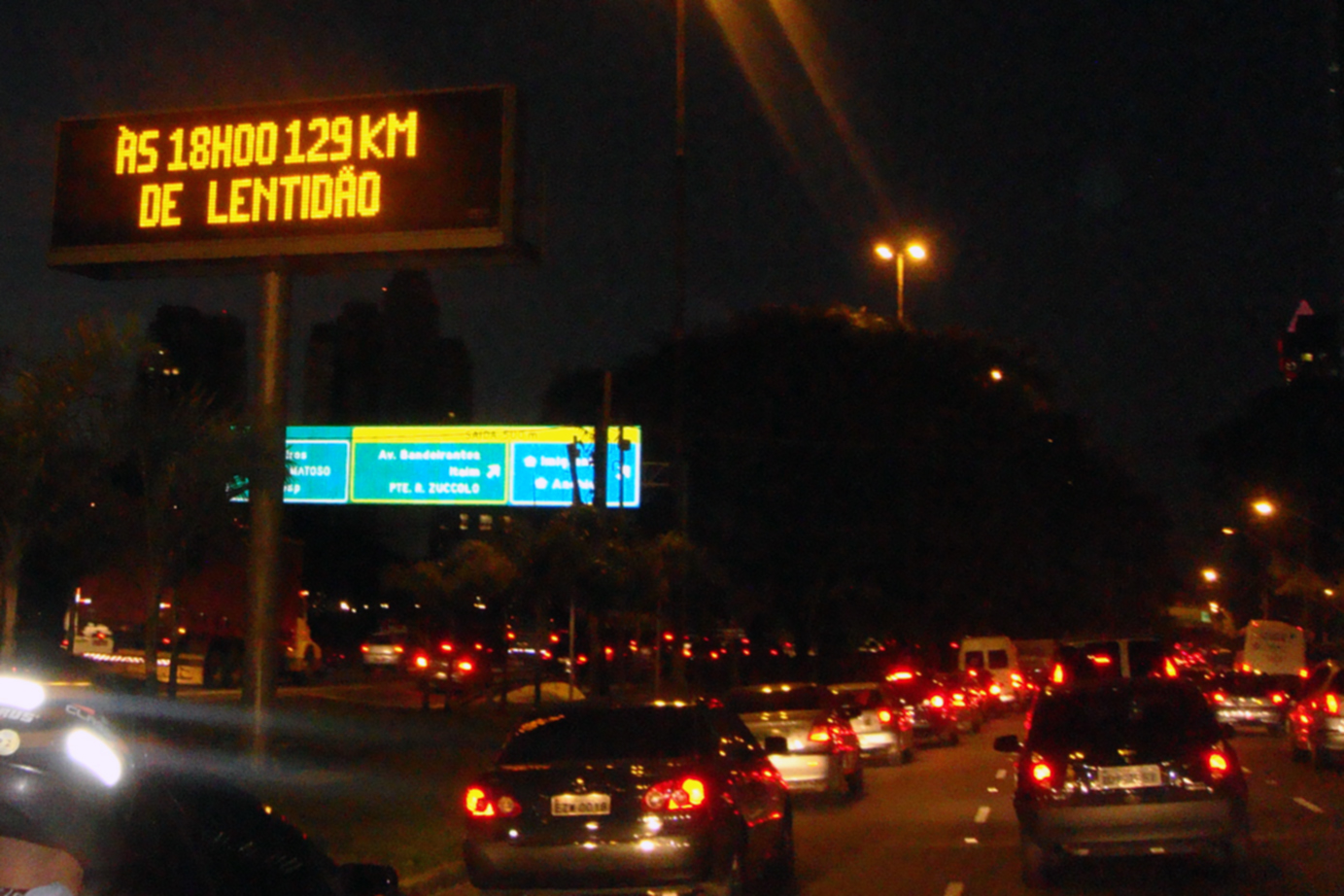
Engarrafamento na Marginal Pinheiros, São Paulo. Segundo a Time Magazine, São Paulo tem os piores engarrafamentos do mundo.

Congestionamento ou engarrafamento refere-se a uma condição em que há acúmulo de pessoas, veículos ou objetos em vias, impedindo ou dificultando a livre circulação. Este fenômeno é comum em vias de meios urbanos no horário de ponta e em feriados, devido a um aumento no número de pessoas e veículos nas vias. O fenômeno também pode ser causado por imprevistos nas vias, como acidentes ou veículos avariados. Trata-se de um problema urbano que frequentemente gera transtornos diversos e consumo desnecessário de combustível. Contribui para o elevado nível de stress dos habitantes de grandes cidades.

## Brasil

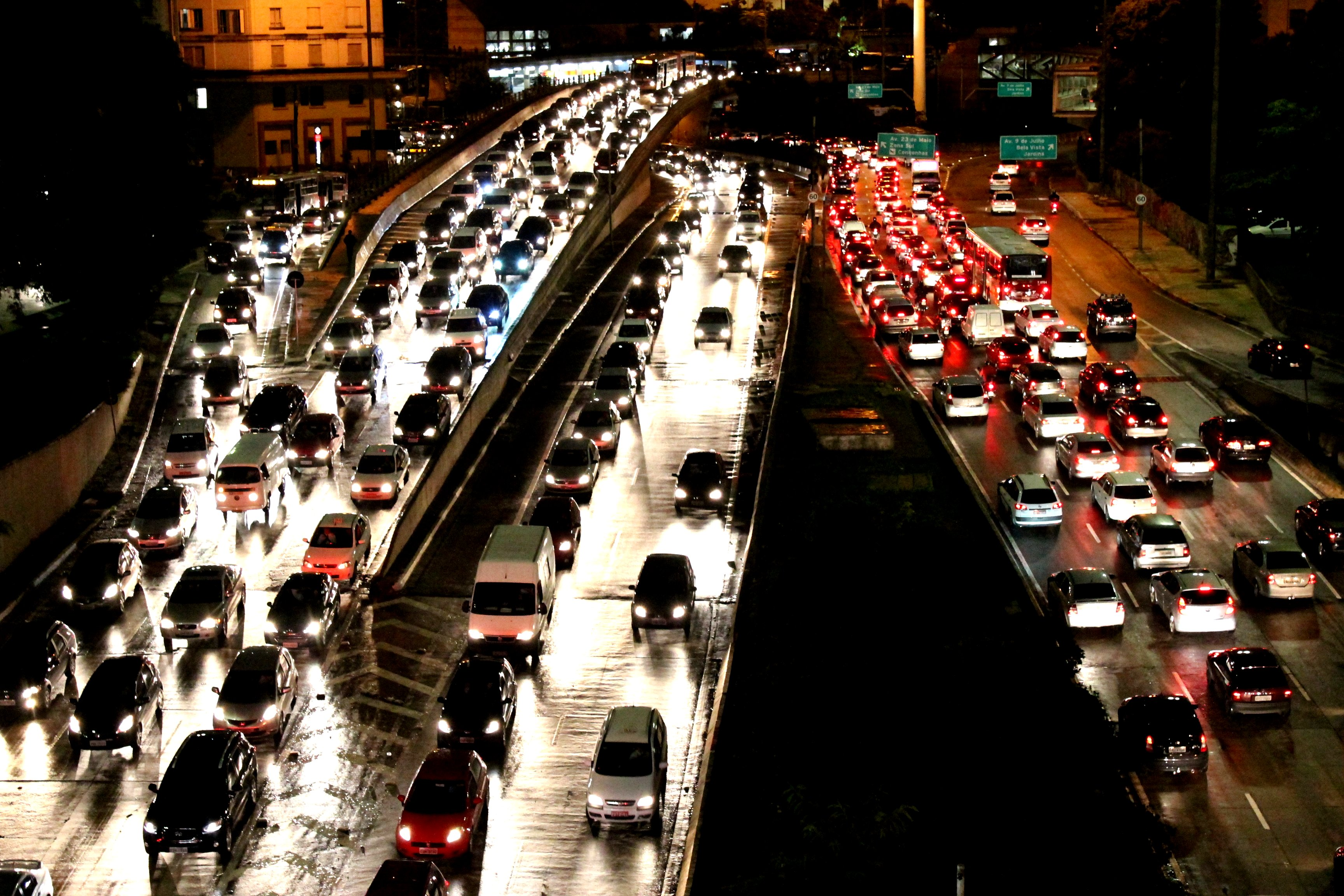
Engarrafamento no Vale do Anhangabaú, em São Paulo, Brasil.

Segundo a Time Magazine, a cidade de São Paulo tem os piores engarrafamentos do mundo. O recorde histórico jamais registrado pela Companhia de Engenharia de Tráfego de São Paulo (CET) aconteceu em 23 de maio de 2014, com filas que alcançaram 344 km durante a hora de ponta da noite. O recorde prévio aconteceu em 14 de novembro de 2013, com filas de 309 km. O recorde em 2012 aconteceu em 1 de junho, quando as filas na cidade alcançaram 295 km durante a hora de ponta da noite. Porém, segundo dados da empresa MapLink, que rastreia cerca de 800 000 veículos com GPS instalados a bordo, as filas atingiram 562 km no mesmo período reportado pela CET. Em São Paulo os motoristas são informados da lentidão prevalecente na hora de ponta através de painéis de mensagem variável.

Também em São Paulo, há uma rádio privada dedicada a informar as condições de trânsito online através de repórteres que circulam em todas as partes da cidade e também com a contribuição de ouvintes que estão no trânsito, através de mensagens SMS, telefonemas ou e-mail.

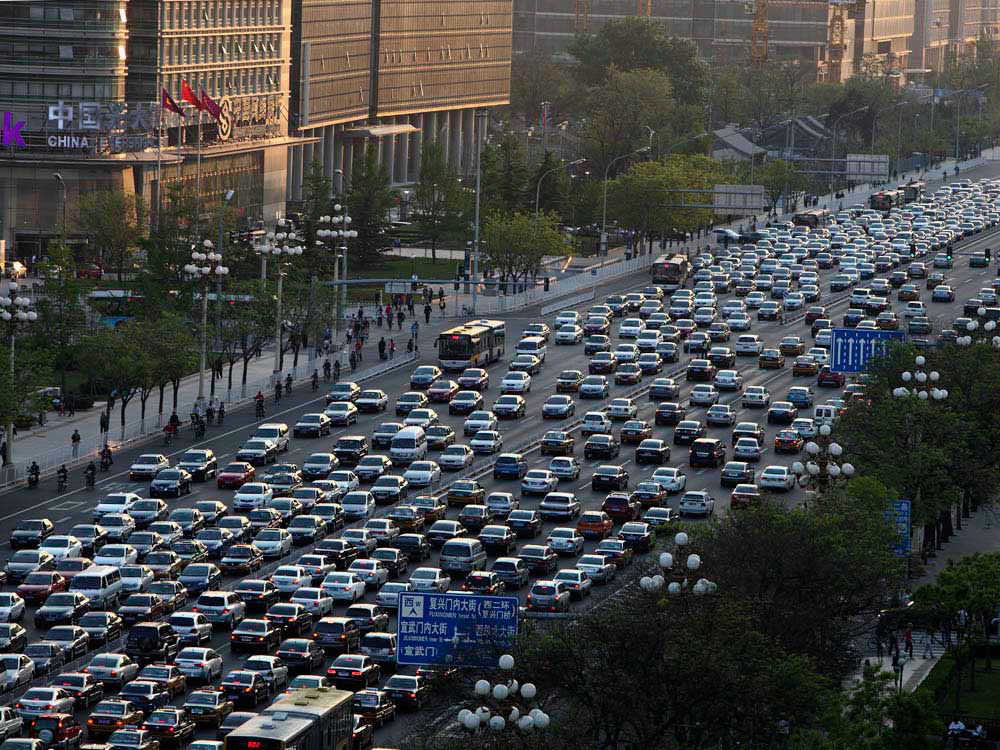
Tráfego intenso na hora de ponta na avenida Chang em Beijing.

## China
Em agosto de 2010 começou o que é considerado o pior engarrafamento de tráfego jamais registrado do mundo, o congestionamento na Estrada Nacional da China 110 na província de Hebei, na República Popular da China. O engarrafamento estendeu-se por mais de 100 km no período de 14 a 26 de agosto, incluindo 11 dias de paralisia total ("gridlock"). O evento foi causado pela combinação de obras na estrada e a presença de vários milhares de caminhões que todo dia transportam carvão desde as jazidas na Mongólia para Beijing. O New York Times chamou este evento como o "Grande Travamento de Tráfego Chinês de 2010".

## Galeria

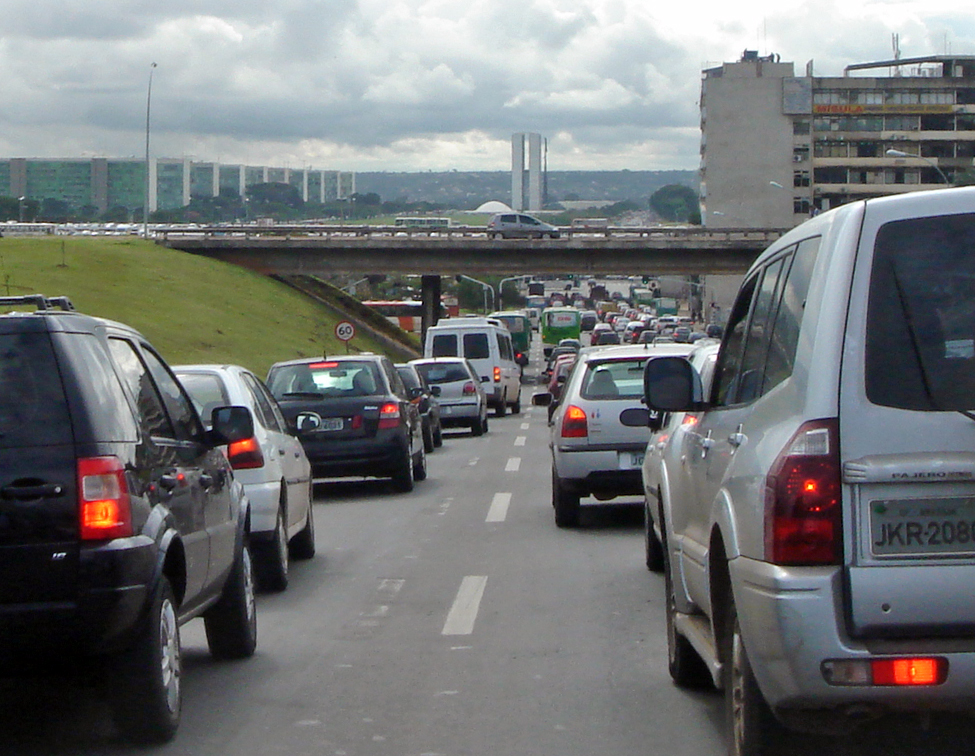
Congestionamento no Eixo Monumental, Brasília, Brasil.
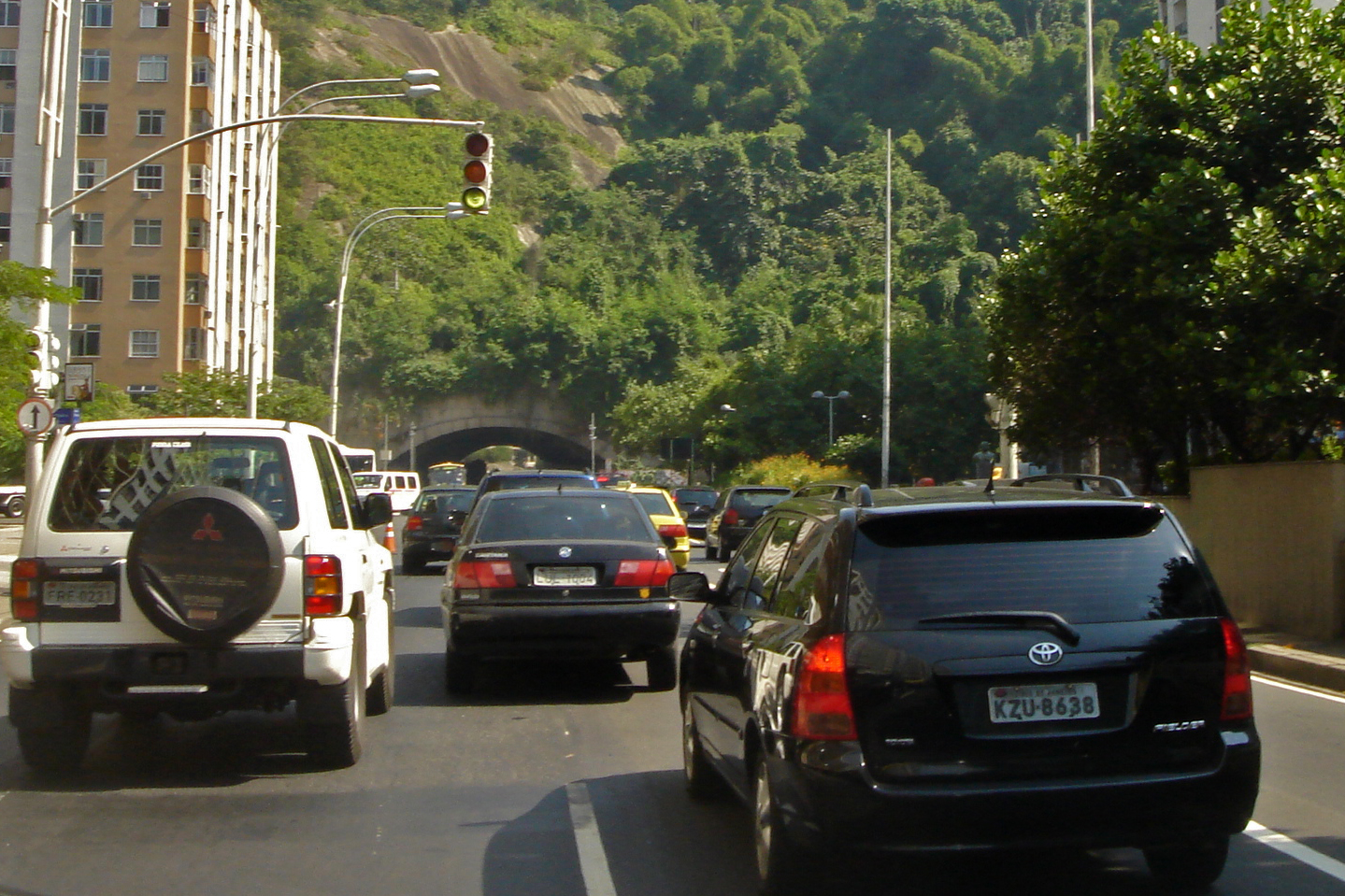
Engarrafamento no Rio de Janeiro, Brasil.
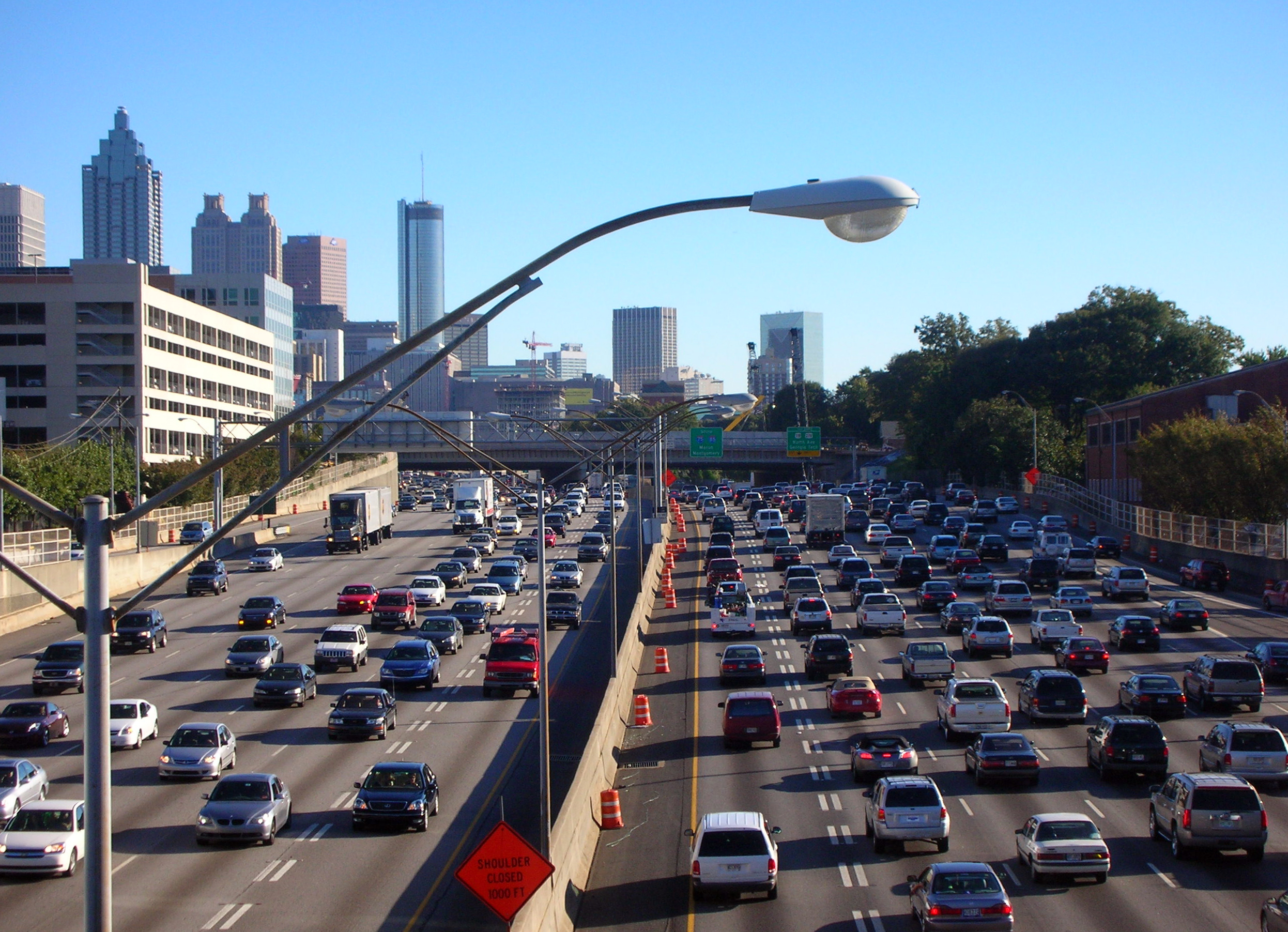
Tráfego intenso em Atlanta, Estados Unidos.
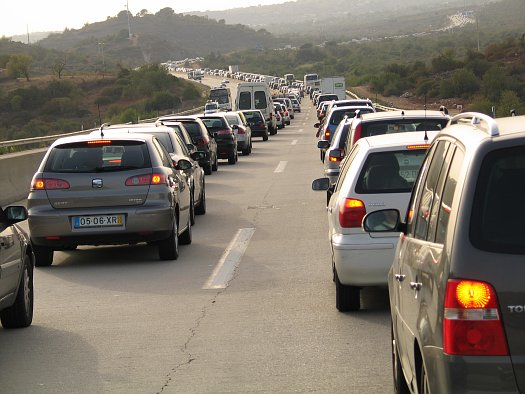
Engarrafamento em autoestrada, Portugal.